# Vice-président de la république de Maurice
Le vice-président de la république de Maurice est l'adjoint du chef de l'État de Maurice depuis l'instauration de la République le 12 mars 1992.

## Titulaires du poste
| Nom                     | Portrait | Mandat           | Mandat                               | Parti Politique | Parti Politique    |
| Nom                     | Portrait | Investiture      | Fin du mandat                        | Parti Politique | Parti Politique    |
| ----------------------- | -------- | ---------------- | ------------------------------------ | --------------- | ------------------ |
| Rabindrah Ghurburrun    |          | 1er juillet 1992 | 30 juin 1997                         |                 | MSM                |
| Angidi Chettiar         |          | 1er juillet 1997 | 17 février 2002                      |                 | Parti travailliste |
| Raouf Bundhun           |          | 8 mars 2002      | 24 août 2007                         |                 | MSM                |
| Angidi Chettiar         |          | 25 août 2007     | 15 septembre 2010 (mort en fonction) |                 | Parti travailliste |
| Monique Ohsan Bellepeau |          | 12 novembre 2010 | 3 avril 2016                         |                 | Parti travailliste |
| Barlen Vyapoory         |          | 4 avril 2016     | 26 novembre 2019                     |                 | MSM                |
| Eddy Boissézon          |          | 2 décembre 2019  | 7 décembre 2024                      |                 | Muvman Liberater   |
| Robert Hungley          |          | 7 décembre 2024  | en fonction                          |                 | MMM                |